# Mare de Déu de la Muntanya
La Mare de Déu de la Muntanya és un santuari del terme municipal de Rialb, a la comarca del Pallars Sobirà. Pertanyia a l'antic terme del mateix nom.

## Descripció
Aigua amunt del riu Caregue, poc més enllà del poble de Caregue (a 1.154m d'altitud), hi ha el santuari de la Mare de Déu de la Muntanya, refet en època moderna.
Es tracta d'una capella de planta rectangular, amb una coberta a doble vessant coronada per un campanar d'espadanya. Té adossats dos edificis que no formen part de la capella però que s'integren dins un mateix volum. Les parets són de maçoneria amb fang i arrebossades exteriorment amb morter de calç i coronades amb voltes que serveixen per a suport de la coberta a base d'una estructura de fusta amb al damunt pissarra.

## Història
Existeix una llegenda sobre la imatge de la Mare de Déu que acull aquesta capella. Es diu que la va trobar un pastor i que va intentar dur-la cap al poble i no ho va aconseguir. Va ser per això que varen construir la capella.
L'aplec de la Mar de Déu se celebra el diumenge de Sant Cogesma per la segona Pasqua. També s'hi acudeix en romiatge el dia 16 d'agost, en què es fa la festa major.
A l'interior conserva un retaule i una còpia de la imatge de la Mare de Déu de la Muntanya feta per l'artista pallarés Josep Calvet, conegut amb el sobrenom de "Terrisses". La imatge original data del segle xiii i es troba al Museu Diocesà de la Seu d'Urgell des de 1986.